# دائرة ثنية العابد
دائرة ثنية العابد هي إحدى دوائر ولاية باتنة الجزائرية.